# Moja Slovenija
Moja Slovenija je bil televizijski kviz (po licenčnem televizijski formatu I Love My Country - Talpa Content), v katerem se se dve ekipi znanih Slovencev treh generacij pomerili v družabnih igrah. Rdeča nit je bila (s)poznavanje domovine skozi zabavo. Končna odločitev o zmagovalcu pa je bila v rokah kapetana ekipe, ki je upravljal s kolesom sreče. Oddaja je bila predvajana ob sobotah zvečer na prvem programu RTV Slovenija med marcem 2012 in oktobrom 2014.
Voditelj oddaje je bil Mario Galunič, kapetana pa sta bila na čelu vsak svoje ekipe. Vodja rdeče ekipe je bil igralec, režiser in komik Boris Kobal, na čelu modre ekipe pa igralka ljubljanske Drame Nina Valič. Veliko vlogo v studiu je imela tudi publika, ki je – razdeljena na dve tribuni – spodbujala bodisi ekipo rdečih (Boris) bodisi ekipo modrih (Nina) in pomagala odgovarjati na vprašanja. Obiskovalci na zmagovalni strani studia so odnesli domov manjšo nagrado oz. darilo. 

## Vodji ekip
| Ime kapetana | Sezona | Sezona | Sezona | Sezona | Sezona | Sezona | Barva tribune |
| Ime kapetana | 1      | 2      | 3      | 4      | 5      | 6      | Barva tribune |
| ------------ | ------ | ------ | ------ | ------ | ------ | ------ | ------------- |
| Boris Kobal  |        |        |        |        |        |        | Rdeča         |
| Nina Valič   |        |        |        |        |        |        | Modra         |

## Oddaje
| Sezona | Sezona | Oddaj | Originalno predvajanje | Originalno predvajanje |
| Sezona | Sezona | Oddaj | Začetek sezone         | Konec sezone           |
| ------ | ------ | ----- | ---------------------- | ---------------------- |
|        | 1      | 11    | 10. 3. 2012            | 2. 6. 2012             |
|        | 2      | 11    | 29. 9. 2012            | 22. 12. 2012           |
|        | 3      | 12    | 26. 1. 2013            | 20. 4. 2013            |
|        | 4      | 11    | 28. 9. 2013            | 14.12. 2013            |
|        | 5      | 12    | 22. 2. 2014            | 24. 5. 2014            |
|        | 6      | 5     | 27. 9. 2014            | 25. 10. 2014           |

### 1. sezona
Prva sezona oddaje Moja Slovenija se je začela 10. 3. 2012 in končala 2. 6. 2012. Oddaja se je predvajala vsako soboto ob 20.00-21.30. Stalna kapetana obeh ekip sta pa bila Nina Valič (pri modrih) in Boris Kobal (pri rdečih).
| #  | Datum       | Ekipa       | Gost 1               | Gost 2             | Gost 3          | Zmagovalci |
| -- | ----------- | ----------- | -------------------- | ------------------ | --------------- | ---------- |
| 1  | 10. 3. 2012 | Rdeča ekipa | Jerneja Zhembrovskyy | Rebeka Dremelj     | Gašper Tič      | Rdeči      |
| 1  | 10. 3. 2012 | Modra ekipa | Tin Vodopivec        | Katarina Venturini | Andrej Šifrer   | Rdeči      |
| 2  | 24. 3. 2012 | Rdeča ekipa | Simona Fabjan        | Alenka Dovžan      | Jože Potrebuješ | Rdeči      |
| 2  | 24. 3. 2012 | Modra ekipa | Erika Fabjan         | Rok Ferengja       | Zvezdana Mlakar | Rdeči      |
| 3  | 31. 3. 2012 | Rdeča ekipa | Ana Marija Mitić     | Alenka Gotar       | Miran Stanovnik | Rdeči      |
| 3  | 31. 3. 2012 | Modra ekipa | Miha Dragoš          | Gorazd Žilavec     | Barbara Jermann | Rdeči      |
| 4  | 7. 4. 2012  | Rdeča ekipa | Eva Boto             | Alenka Bikar       | Katja Tratnik   | Modri      |
| 4  | 7. 4. 2012  | Modra ekipa | Jernej Damjan        | Denis Avdić        | Samuel Lucas    | Modri      |
| 5  | 14. 4. 2012 | Rdeča ekipa | Filip Flisar         | Nuška Drašček      | Janko Šopar     | Modri      |
| 5  | 14. 4. 2012 | Modra ekipa | Alya                 | Saša Jerkovič      | Violeta Tomič   | Modri      |
| 6  | 21. 4. 2012 | Rdeča ekipa | Tanja Žagar          | Gašper Jarni       | Nataša Bokal    | Rdeči      |
| 6  | 21. 4. 2012 | Modra ekipa | Rok Kužel            | Vesna Pernarčič    | Marko Vozelj    | Rdeči      |
| 7  | 28. 4. 2012 | Rdeča ekipa | David Urankar        | Martina Ipša       | Aleš Smrekar    | Rdeči      |
| 7  | 28. 4. 2012 | Modra ekipa | Zlatan Čordić        | Brigita Langerholc | Tina Gorenjak   | Rdeči      |
| 8  | 5. 5. 2012  | Rdeča ekipa | Nina Pušlar          | Lucija Ćirović     | Jože Krajnc     | Modri      |
| 8  | 5. 5. 2012  | Modra ekipa | Gašper Rifelj        | Iča Putrih         | Igor Štamulak   | Modri      |
| 9  | 12. 5. 2012 | Rdeča ekipa | Nina Osenar          | Natalija Verboten  | Marko Baloh     | Modri      |
| 9  | 12. 5. 2012 | Modra ekipa | Sašo Jereb           | Saša Einsiedler    | Miki Bubulj     | Modri      |
| 10 | 19. 5. 2012 | Rdeča ekipa | Miran Miki Vlahovič  | Bernarda Žarn      | Bojan Ilijanič  | Rdeči      |
| 10 | 19. 5. 2012 | Modra ekipa | Rok Terkaj           | Katarina Mala      | Roman Končar    | Rdeči      |
| 11 | 2. 6. 2012  | Rdeča ekipa | Omar Naber           | Katja Koren        | Regina          | Rdeči      |
| 11 | 2. 6. 2012  | Modra ekipa | Eva Černe            | Boštjan Romih      | Franci Kek      | Rdeči      |

### 2. sezona
Druga sezona se je predvajala jeseni 2012 od 29. 9. 2012 do 22. 12. 2012. Oddaja se je predvajala vsako soboto ob 20.00-21.30 na prvem programu RTV Slovenija. Stalna kapetana obeh ekip sta pa bila Nina Valič (pri modrih) in Boris Kobal (pri rdečih).
| #  | Datum        | Ekipa       | Gost 1          | Gost 2           | Gost 3                  | Točke | Zmagovalci |
| -- | ------------ | ----------- | --------------- | ---------------- | ----------------------- | ----- | ---------- |
| 1  | 29. 9. 2012  | Rdeča ekipa | Nives Orešnik   | Jasna Kuljaj     | Peter Kavčič            | 44    | Rdeči      |
| 1  | 29. 9. 2012  | Modra ekipa | Marko Šobot     | Manca Špik       | Andrej Stare            | 34    | Rdeči      |
| 2  | 6. 10. 2012  | Rdeča ekipa | Rok Drakšič     | Tanja Postružnik | Irena Vrčkovnik         | 33    | Modri      |
| 2  | 6. 10. 2012  | Modra ekipa | Anja Klinar     | Matej Korošec    | Matjaž Javšnik          | 97    | Modri      |
| 3  | 13. 10. 2012 | Rdeča ekipa | Benjamin Savšek | Anika Horvat     | Tanja Zajc Zupan        | 49    | Modri      |
| 3  | 13. 10. 2012 | Modra ekipa | April           | Tomaž Mihelič    | Igor Ribič              | 57    | Modri      |
| 4  | 20. 10. 2012 | Rdeča ekipa | Špela Grošelj   | Denis Chorchyp   | Nuša Derenda            | 60    | Rdeči      |
| 4  | 20. 10. 2012 | Modra ekipa | Blaž Švab       | Vesna Slapar     | Jure Sešek              | 55    | Rdeči      |
| 5  | 3. 11. 2012  | Rdeča ekipa | Benka Pulko     | Sebastian        | Jana Koteska            | 37    | Modri      |
| 5  | 3. 11. 2012  | Modra ekipa | Marjana Grčman  | Tinkara Kovač    | Zoran Zorko             | 41    | Modri      |
| 6  | 10. 11. 2012 | Rdeča ekipa | Maša Medik      | Maja Matevžič    | Andrej Hofer            | 22    | Modri      |
| 6  | 10. 11. 2012 | Modra ekipa | Matjaž Kumelj   | Uroš Smolej      | Eva Longyka             | 71    | Modri      |
| 7  | 17. 11. 2012 | Rdeča ekipa | Marjetka Vovk   | Matjaž Smodiš    | Damjana Golavšek        | 86    | Rdeči      |
| 7  | 17. 11. 2012 | Modra ekipa | Pia Pustovrh    | Aljaž Farasin    | Vojko Belšak            | 38    | Rdeči      |
| 8  | 24. 11. 2012 | Rdeča ekipa | Dejan Vunjak    | Karin Sabadin    | Simona Vodopivec Franko | 55    | Rdeči      |
| 8  | 24. 11. 2012 | Modra ekipa | Sanja Grohar    | Vasilij Žbogar   | Vili Resnik             | 35    | Rdeči      |
| 9  | 8. 12. 2012  | Rdeča ekipa | Manja Plešnar   | Oriana Girotto   | Primož Suhodolčan       | 91    | Rdeči      |
| 9  | 8. 12. 2012  | Modra ekipa | Domen Valič     | Polona Požgan    | Nina Ivanič             | 39    | Rdeči      |
| 10 | 15. 12. 2012 | Rdeča ekipa | Špela Kralj     | Martina Ratej    | Robert Dragar           | 42    | Modri      |
| 10 | 15. 12. 2012 | Modra ekipa | Matej Kralj     | Tilen Artač      | Alenka Godec            | 33    | Modri      |
| 11 | 22. 12. 2012 | Rdeča ekipa | Barbara Žerjav  | Romana Krajnčan  | Franci Pavšer           | 17    | Modri      |
| 11 | 22. 12. 2012 | Modra ekipa | Peter Klinc     | Jernej Tozon     | Alenka Tetičkovič       | 79    | Modri      |

### 3. sezona
Tretja sezona oddaje Moja Slovenija se je začela 26. 1. 2013 in končala 20. 4. 2012. Oddaja se je predvajala vsako soboto ob 20.00-21.30. Stalna kapetana obeh ekip sta pa bila Nina Valič (pri modrih) in Boris Kobal (pri rdečih). Posebnost 3. sezone je bila, da so v vsako ekipo povabili dva gosta, ki še nista bila v oddaji in enega t. i. povratnika, ki je že bil gost v oddaji. 
| #  | Datum       | Ekipa       | Gost 1            | Gost 2              | Povratnik         | Točke | Zmagovalci |
| -- | ----------- | ----------- | ----------------- | ------------------- | ----------------- | ----- | ---------- |
| 1  | 26. 1. 2013 | Rdeča ekipa | Andrej Geržina    | Tanja Ribič         | Nuška Drašček     | 72    | Rdeči      |
| 1  | 26. 1. 2013 | Modra ekipa | Klemen Bučan      | Zvone Šeruga        | Ana Marija Mitić  | 39    | Rdeči      |
| 2  | 2. 2. 2013  | Rdeča Ekipa | Aleš Vovk - Raay  | Anja Rupel          | Igor Štamulak     | 43    | Rdeči      |
| 2  | 2. 2. 2013  | Modra ekipa | 6 Pack Čukur      | Matjaž Vlašič       | Alya              | 37    | Rdeči      |
| 3  | 9. 2. 2013  | Rdeča ekipa | Demetra Malalan   | Uršula Majcen       | Gašper Tič        | 53    | Modri      |
| 3  | 9. 2. 2013  | Modra ekipa | Darja Švajger     | Matjaž Robavs       | Dejan Vunjak      | 60    | Modri      |
| 4  | 16. 2. 2013 | Rdeča ekipa | Loti Žlavs        | Janez Dolinar       | Eva Boto          | 40    | Modri      |
| 4  | 16. 2. 2013 | Modra ekipa | Robi Žbogar       | Jure Mastnak        | Violeta Tomič     | 51    | Modri      |
| 5  | 23. 2. 2013 | Rdeča ekipa | Karin Škufca      | Miran Rudan         | Bernarda Žarn     | 43    | Modri      |
| 5  | 23. 2. 2013 | Modra ekipa | Mina Markovič     | Jože Robida         | Gorazd Žilavec    | 49    | Modri      |
| 6  | 2. 3. 2013  | Rdeča ekipa | Nika Zorjan       | Slavko Ivančić      | Lucija Ćirović    | 86    | Rdeči      |
| 6  | 2. 3. 2013  | Modra ekipa | Žan Serčič        | Jernej Kuntner      | Alenka Gotar      | 50    | Rdeči      |
| 7  | 9. 3. 2013  | Rdeča ekipa | Kataya            | Akira Hasegawa      | Zvezdana Mlakar   | 38    | Modri      |
| 7  | 9. 3. 2013  | Modra ekipa | Rožle Prezelj     | Renato Čibej        | Martina Ipša      | 41    | Modri      |
| 8  | 16. 3. 2013 | Rdeča ekipa | Neža Prah         | Vasilij Vasko Polič | Vesna Pernarčič   | 92    | Rdeči      |
| 8  | 16. 3. 2013 | Modra ekipa | Jan Robin         | Gorazd Osojnik      | Rebeka Dremelj    | 43    | Rdeči      |
| 9  | 23. 3. 2013 | Rdeča ekipa | Sašo Taljat       | Brigita Šuler       | Katja Tratnik     | 85    | Rdeči      |
| 9  | 23. 3. 2013 | Modra ekipa | Luka Božič        | Jože Činč           | Anika Horvat      | 66    | Rdeči      |
| 10 | 6. 4. 2013  | Rdeča ekipa | Jasna Krljič Vreg | Hajdi Korošec       | Gašper Rifelj     | 44    | Rdeči      |
| 10 | 6. 4. 2013  | Modra ekipa | Jure Godler       | Vito Roželj         | Tanja Žagar       | 42    | Rdeči      |
| 11 | 13. 4. 2013 | Rdeča ekipa | Marija Merljak    | Juš Milčinski       | Natalija Verboten | 34    | Modri      |
| 11 | 13. 4. 2013 | Modra ekipa | Žana Povše        | Mitja Dragšič       | Primož Suhodolčan | 69    | Modri      |
| 12 | 20. 4. 2013 | Rdeča ekipa | Zoran Predin      | Špela Rogelj        | Katarina Mala     | 29    | Modri      |
| 12 | 20. 4. 2013 | Modra ekipa | Helena Blagne     | Andrej Šporn        | Omar Naber        | 40    | Modri      |

### 4. sezona
Četrta sezona je bila predvajana jeseni 2013. V oddaji sta se pojavili novi igri Lepo po vrsti in Dve v enem. V 4. sezoni poje tujec George. 
| #  | Datum        | Ekipa       | Gost 1               | Gost 2                | Povratnik         | Točke | Zmagovalci |
| -- | ------------ | ----------- | -------------------- | --------------------- | ----------------- | ----- | ---------- |
| 1  | 28. 9. 2013  | Rdeča ekipa | Maja Cotič           | Patrik Greblo         | Tinkara Kovač     | 126   | Rdeči      |
| 1  | 28. 9. 2013  | Modra ekipa | Jure Rugani          | Miran Vodovnik        | Irena Vrčkovnik   | 48    | Rdeči      |
| 2  | 5. 10. 2013  | Rdeča ekipa | Sanja Modrić         | Ylenia Zobec          | Vili Resnik       | 49    | Modri      |
| 2  | 5. 10. 2013  | Modra ekipa | Tjaša Železnik       | Matjaž Jelen          | Blaž Švab         | 55    | Modri      |
| 3  | 12. 10. 2013 | Rdeča ekipa | Karmen Stavec        | Katja Koren           | Igor Ribič        | 59    | Rdeči      |
| 3  | 12. 10. 2013 | Modra ekipa | Rok Marguč           | Alfi Nipič            | Tina Gorenjak     | 41    | Rdeči      |
| 4  | 19. 10. 2013 | Rdeča ekipa | Tim Kores            | Lorella Flego         | Damjana Golavšek  | 69    | Rdeči      |
| 4  | 19. 10. 2013 | Modra ekipa | Maja Martina Merljak | Dušan Mravlje         | David Urankar     | 0     | Rdeči      |
| 5  | 26. 10. 2013 | Rdeča ekipa | Irena Shyana Hlebš   | Andraž Hribar         | Alenka Tetičkovič | 51    | Modri      |
| 5  | 26. 10. 2013 | Modra ekipa | Sašo Avsenik         | Karin Komljanec       | Aleš Smrekar      | 82    | Modri      |
| 6  | 9. 11. 2013  | Rdeča ekipa | Anja Križnik Tomažin | Renato Jenček         | Nina Pušlar       | 54    | Modri      |
| 6  | 9. 11. 2013  | Modra ekipa | Matej Mohorič        | Boštjan Klun          | Nuša Derenda      | 125   | Modri      |
| 7  | 16. 11. 2013 | Rdeča ekipa | Barbara Cerar        | Viki Grošelj          | Kataya            | 117   | Rdeči      |
| 7  | 16. 11. 2013 | Modra ekipa | Klemen Gerčar        | Aleš Klinar           | Tanja Postružnik  | 34    | Rdeči      |
| 8  | 23. 11. 2013 | Rdeča ekipa | Tina Gaber           | Aleksandra Blamazovič | Marko Vozelj      | 44    | Modri      |
| 8  | 23. 11. 2013 | Modra ekipa | Peter Kauzer         | Matej Sukič           | Alenka Godec      | 57    | Modri      |
| 9  | 30. 11. 2013 | Rdeča ekipa | Ana Lukner           | Mirjam Korbar Žlajpah | Jernej Tozon      | 52    | Modri      |
| 9  | 30. 11. 2013 | Modra ekipa | Anže Zavrl           | Domen Kumer           | Saša Einsiedler   | 61    | Modri      |
| 10 | 7. 12. 2013  | Rdeča ekipa | Sara Kobold          | Lara Jankovič         | Tomaž Mihelič     | 50    | Rdeči      |
| 10 | 7. 12. 2013  | Modra ekipa | Matija Dušak         | Mišo Kontrec          | Nina Ivanič       | 36    | Rdeči      |
| 11 | 14. 12. 2013 | Rdeča ekipa | Ana Marija Mitić     | Anika Horvat          | Jernej Kuntner    | 141   | Rdeči      |
| 11 | 14. 12. 2013 | Modra ekipa | Zlatan Čordić        | Tanja Ribič           | Rok Ferengja      | 48    | Rdeči      |

### 5. sezona
Peta sezona oddaje Moja Slovenija se je začela 22. februarja 2014 in zaključila 24. maja 2014. Stalna kapetana obeh ekip pa sta Nina Valič (pri modrih) in Boris Kobal (pri rdečih).
| #  | Datum       | Ekipa       | Gost 1               | Gost 2               | Gost 3           | Točke | Zmagovalci |
| -- | ----------- | ----------- | -------------------- | -------------------- | ---------------- | ----- | ---------- |
| 1  | 22. 2. 2014 | Rdeča ekipa | Bernarda Oman        | Monika Pučelj        | Dare Kaurič      | 52    | Modri      |
| 1  | 22. 2. 2014 | Modra ekipa | Blaž Valič           | Anita Ogulin         | Aleš Vovk - Raay | 55    | Modri      |
| 2  | 1. 3. 2014  | Rdeča ekipa | Sara Savnik          | Janja Pušl           | Goran Breščanski | 68    | Rdeči      |
| 2  | 1. 3. 2014  | Modra ekipa | Oto Pestner          | Tadej Koren Šmid     | Sabina Kogovšek  | 61    | Rdeči      |
| 3  | 15. 3. 2014 | Rdeča ekipa | Urška Majdič         | Ema Kurent           | Franci Petek     | 59    | Rdeči      |
| 3  | 15. 3. 2014 | Modra ekipa | Maša Uranjek         | Klemen Bečan         | Miran Stanovnik  | 40    | Rdeči      |
| 4  | 22. 3. 2014 | Rdeča ekipa | Marta Zore           | Anja Baš             | Aljaž Jankovič   | 36    | Modri      |
| 4  | 22. 3. 2014 | Modra ekipa | Alija Krušič         | Vinko Šimek          | 6 Pack Čukur     | 117   | Modri      |
| 5  | 29. 3. 2014 | Rdeča ekipa | Rudi Bučar           | Eva Škofič Maurer    | Eva Černe        | 33    | Modri      |
| 5  | 29. 3. 2014 | Modra ekipa | Ana Klašnja          | Jure Ivanušič        | Matjaž Končan    | 99    | Modri      |
| 6  | 5. 4. 2014  | Rdeča ekipa | Mia Žnidaršič        | Manca Izmajlova      | Jure Meglič      | 48    | Modri      |
| 6  | 5. 4. 2014  | Modra ekipa | Darja Grjšek         | Boštjan Zupančič     | Boris Kopitar    | 49    | Modri      |
| 7  | 12. 4. 2014 | Rdeča ekipa | Blažka Müler Pograjc | Melita Kontrec       | Matjaž Javšnik   | 99    | Rdeči      |
| 7  | 12. 4. 2014 | Modra ekipa | Janko Petrovec       | Vesna Fabjan         | Lado Leskovar    | 56    | Rdeči      |
| 8  | 19. 4. 2014 | Rdeča ekipa | Zala Đurić Ribič     | Tanja Dimitrovski    | Tilen Artač      | 65    | Rdeči      |
| 8  | 19. 4. 2014 | Modra ekipa | Eva Moškon           | Bojan Emeršič        | Jure Godler      | 29    | Rdeči      |
| 9  | 26. 4. 2014 | Rdeča ekipa | Tin Vodopivec        | Angelca Likovič      | Rebeka Dremelj   | 92    | Rdeči      |
| 9  | 26. 4. 2014 | Modra ekipa | Alen Luka Rajšter    | Teja Gregorin        | Vasilij Polič    | 54    | Rdeči      |
| 10 | 3. 5. 2014  | Rdeča ekipa | Miha Rudman          | Jadranka Juras       | Marjana Brencelj | 36    | Modri      |
| 10 | 3. 5. 2014  | Modra ekipa | Anita Kadenšek       | Andrej Težak - Tešky | Jure Sešek       | 89    | Modri      |
| 11 | 17. 5. 2014 | Rdeča ekipa | Severa Gjurin        | Uroš Smolej          | Benka Pulko      | 116   | Rdeči      |
| 11 | 17. 5. 2014 | Modra ekipa | Maja Vtič            | Marko Berzelak       | Slavko Ivančić   | 39    | Rdeči      |
| 12 | 24. 5. 2014 | Rdeča ekipa | Anžej Dežan          | Ana Dolinar          | Adi Smolar       | 40    | Modri      |
| 12 | 24. 5. 2014 | Modra ekipa | Jurij Tepeš          | Nina Gazibara        | Alenka Dovžan    | 93    | Modri      |

### 6. sezona
Šesta sezona oddaje Moja Slovenija se je začela predvajati 27. septembra 2014 in končala 25. oktobra 2014. Stalna kapetana obeh ekip pa sta Nina Valič (pri modrih) in Boris Kobal (pri rdečih).
| # | Datum        | Ekipa       | Gost 1              | Gost 2           | Gost 3             | Točke | Zmagovalci |
| - | ------------ | ----------- | ------------------- | ---------------- | ------------------ | ----- | ---------- |
| 1 | 27. 9. 2014  | Rdeča ekipa | Flora Ema Lotrič    | Iris Mulej       | Janez Lotrič       | 33    | Modri      |
| 1 | 27. 9. 2014  | Modra ekipa | Špela Grošelj       | Matej Markovič   | Tomaž Ahačič       | 112   | Modri      |
| 2 | 4. 10. 2014  | Rdeča ekipa | Eva Černe           | Brigita Bukovec  | Dejan Pevčević     | 0     | Modri      |
| 2 | 4. 10. 2014  | Modra ekipa | Nejc Žnidarčič      | Tanja Bivic      | Vlado Pilja        | 38    | Modri      |
| 3 | 11. 10. 2014 | Rdeča ekipa | Maja Bobnar - Majči | Eva Hren         | Janez Starina      | 99    | Rdeči      |
| 3 | 11. 10. 2014 | Modra ekipa | Tonja Senčar        | Klemen Bauer     | Sandi Pavlin       | 75    | Rdeči      |
| 4 | 18. 10. 2014 | Rdeča ekipa | Danica Lovenjak     | Jani Pavec       | Ivana Šundov Hojan | 83    | Rdeči      |
| 4 | 18. 10. 2014 | Modra ekipa | Peter Oset          | Anže Bašlj       | Alenka Godec       | 55    | Rdeči      |
| 5 | 25. 10. 2014 | Rdeča ekipa | Ana Tavčar Pirkovič | Sašo Kragelj     | Natalija Kolšek    | 57    | Modri      |
| 5 | 25. 10. 2014 | Modra ekipa | Gašper Konec        | Kristina Oberžan | Gorazd Žilavec     | 152   | Modri      |

## Igre v oddaji
| Ime igre              | Sezona | Sezona | Sezona | Sezona | Sezona | Sezona |
| Ime igre              | 1      | 2      | 3      | 4      | 5      | 6      |
| --------------------- | ------ | ------ | ------ | ------ | ------ | ------ |
| Ugani skladbo         |        |        |        |        |        |        |
| Intervju z napako     |        |        |        |        |        |        |
| Film in televizija    |        |        |        |        |        |        |
| Kje so naši kraji     |        |        |        |        |        |        |
| Rumeni telefon        |        |        |        |        |        |        |
| Rojstni dan           |        |        |        |        |        |        |
| Besede, besede        |        |        |        |        |        |        |
| Seznami               |        |        |        |        |        |        |
| Lepo po vrsti         |        |        |        |        |        |        |
| Dve v enem            |        |        |        |        |        |        |
| Nariši in ugani       |        |        |        |        |        |        |
| Kaj pomeni ta beseda? |        |        |        |        |        |        |
| Kolo sreče            |        |        |        |        |        |        |

### Opisi iger
| #  | Igra                  | Opis | Število možnih točk                                       |
| -- | --------------------- | --- | --------------------------------------------------------- |
| 1  | Ugani skladbo         | Hišni bend zaigra začetek skladbe in tekmovalci morajo ugotoviti naslov skladbe ter prvega izvajalca. Med oddajo se ta igra večkrat ponovi. (Enkrat pa zapoje pesem, ki jo sliši v slušalkah, gost, ki ne zna slovensko, je brez posluha in je iz tuje države - v 2. sezoni Sun Lin, v 3. sezoni Damoon, v 4., 5. in 6. sezoni George.) V 5. in 6. sezoni se ena skladba išče po premetanki in ena po ključnih besedah. | 2 točki                                                   |
| 2  | Intervju z napako     | Voditelj enega od tekmovalcev, ki ga izbere kapetan (v 3. sezoni sta to povratnika), intervjuva eno minuto in pol. Gost ne sme odgovoriti z NE, DA, HMMM ali biti tiho več kot 2 sekundi. Ima tri življenja: če ne naredi napake, dobi 5 točk, če mu ostaneta dve življenji, 3 točke, če eno, pa 1 točko. | 5 točk                                                    |
| 3  | Film in televizija    | V tej igri so trije krogi. V vsakem krogu voditelj vpraša dva tekmovalca (enega iz rdeče in enega iz modre ekipe). Pogledajo si posnetek, ki je bil na televiziji ali v filmu, nato pa postavi vprašanje, na katerega morajo pravilno odgovoriti. S tem si priborijo eno točko za skupino. | 3 točke                                                   |
| 4  | Kje so naši kraji     | Tekmovalci morajo ugotoviti, kateri kraj se izpisuje na zaslonu. Ko ugotovijo, dobi ekipa točko, nato mora tekmovalec ali tekmovalka postaviti potico (od 4. sezone markacijo) na slepo karto Slovenije, kjer se ta kraj, vrh, znamenitost ali hrib nahaja. Če se potička ali markacija dotika rdeče pike, ki označuje pravilno mesto, dobi ekipa dodatni 2 točki, če se dotika belega kolobarja okoli rdeče pike, pa 1 točko. V 4. sezoni se je dodatno iskalo vrhove/gore, 5. sezoni pa se iščejo še jezera in znamenitosti.                                                                                        | 4 x 3 točke                                               |
| 5  | Rumeni telefon        | Dva tekmovalca iz ekipe si namestita na ušesa slušalke, da nič ne slišita. En tekmovalec prebere izmišljeno novico drugemu in ta si mora zapomniti čim več podrobnosti novice. To nato pove prvemu tekmovalcu, ki si sname slušalke, in ta si mora predano novico zapolniti ter povedati kapetanu, kaj je slišal od prejšnjega. Na koncu kapetan pove voditelju zgodbo, ki jo je slišal, in mora navesti 10 vnaprej določenih besed. (pri tej igri vsaka ekipa tekmuje zase) | (vsaka ekipa največ) 10 točk                              |
| 6  | Rojstni dan           | Tekmovalci se posedejo v krog in si izmenjujejo darilo. Igro začne tisti tekmovalec, ki ima najbolj kmalu rojstni dan. Darilo potuje naokoli, tako da mora tekmovalec pravilno odgovoriti na vprašanje, ki ga postavi voditelj, nato lahko darilo preda naprej. Igra traja 2 do 4 minute. Vsak pravilni odgovor je vreden eno točko. Komur darilo eksplodira, podeli vse pridobljene točke nasprotni ekipi. | št. pravilnih odgovorov v igri                            |
| 7  | Seznami               | V tej igri sta dva kroga. Voditelj pove kateri seznami ima in koliko je stvari, imen ... na seznamu. Prvo se odloči ekipa ki vodi kliko stvari, imen, besed... bodo ugotovili nato pa se druga ekipa odloči ali preda igo ali jo bo pa odigrala. Tista ekipa ki igra ima eno minuto da ugotovi toliko kot so rekli da bodo lahko. nato tako ponovijo še enkrt. | Toliko kot ugotovijo stvari iz seznama toliko dobijo točk |
| 8  | Besede, besede        | v tej igri dobi kapetan ekipe zapisanih 20 besed ali besednih zvez, ki jih mora opisati sotekmovalcem, s tem da ne sme uporabiti te besede in korena te besede. Pri tej igri vsaka ekipa tekmuje zase. Ta igra se igra v vsaki drugi oddaji. | 20 točk                                                   |
| 9  | Lepo po vrsti         | Tekmovalci morajo razvrstiti 5 slik po vrstnem redu od največjega ali najpogostejšega do najmanjšega ali najmanj pogostega odgovora ankete, ki jo opravi Mediana. Najprej voditelj postavi vprašanje za eno od ekip (npr. "Razvrsti slovenske športne dogodke po pomembnosti") in postavi za izhodišče sliko Planice. Nato prvi tekmovalec ekipe dobi sliko Zlate lisice in jo mora postaviti pred Planico (torej je bolj pomemben dogodek) ali za njo (torej manj pomemben dogodek). Če postavi pravilno, dobi ekipa 2 točki, če ne, pa 0. Pri tej igri tekmujeta ekipi posebej. Ta igra se igra vsako drugo oddajo. | 8 točk                                                    |
| 10 | Dva v enem            | V tej igri računalniško združijo dve sliki znanih igralcev, tako da nastane ena. Če tekmovalci ugotovijo obe osebi, dobijo 3 točke, če eno, pa 1 točko. V tej igri tekmujeta ekipi vsaka zase. | 6 točk                                                    |
| 11 | Nariši in ugani       | Eden iz ekipe na steklo nariše naslov filma, pregovor in literarno delo. Tekmovalec ne sme govoriti, temveč samo risati na tablo, in za to ima dve minuti. Ko ekipa ugotovi, kateri film sotekmovalec riše, začne risati pregovor, nato pa še literarno delo. Če ekipa ugotovi samo en odgovor, dobi 3 točke, če dva, 6 točk, če pa ugotovijo vse, dobi ekipa 10 točk. | 3, 6 ali 10 točk                                          |
| 12 | Kaj pomeni ta beseda? | V tej igri kapetan pove narečno besedo, za katero mora nasprotna ekipa ugotoviti, kaj pomeni. Tekmovalci jim ponudijo tri možne odgovore, od katerih je en pravilen. Če ekipa ugotovi, kaj pomeni beseda, dobi 3 točke. V tej igri tekmujeta ekipi posebej. | 3 točke                                                   |
| 13 | Kolo sreče            | Voditelj postavi vprašanje (npr. Koliko od stotih Slovencev ve, koliko medalj je Tina Maze osvojila na svetovnem prvenstvu v Schladmingu?). Za število se najprej odloči ekipa, ki trenutno vodi (npr. 63), nato pa se druga ekipa odloči, ali je število večje ali manjše. Ekipa, ki je bliže pravi številki, vrti kolo sreče. Pri drugem vprašanju število postavi druga ekipa. Tretje vprašanje pride zastavit gost. V četrtem krogu pa se na kolo sreče namesto 2 postavi 100 in od 4. sezone naprej tudi 0, ki pomeni, da tista ekipa, ki zavrti to število, izgubi vse točke.                                   | 3x50+1x100 = 250                                          |

## Nominacije
| Leto | Nominacija                                                                 | Nagrada Da/Ne |
| ---- | -------------------------------------------------------------------------- | ------------- |
| 2012 | Nominacija za strokovni viktor za najboljšo zabavno TV-oddajo              | Ne            |
| 2013 | Nominacija za viktor popularnosti za najboljšo zabavno in igrano TV-oddajo | Ne            |
| 2013 | Nominacija za strokovni viktor za najboljšo TV-oddajo                      | Ne            |